# Списък на политическите партии в Гренада
Гренада е парламентарна монархия с двупартийна система - в управлението се сменят лявоцентристкия Национален демократичен конгрес и десноцентристката Нова национална партия.
| Партия                 | Места в парламента (2013) | Идеология     |
| ---------------------- | ------------------------- | ------------- |
| Нова национална партия | 15                        | Консерватизъм |